# وارن كينغ
وارن كينغ (بالإنجليزية: Warren King)‏ هو لاعب سنوكر أسترالي، ولد في 1 أبريل 1955 في سيدني في أستراليا.

## روابط خارجية
- وارن كينغ على موقع CueTracker.net (الإنجليزية)